# Sewüt
Sewüt is een historisch merk van motorfietsen. De bedrijfsnaam was Sewüt Motoren & Fahrzeugbau en was gevestigd te Schweinfurt en later Würzburg, 1924-1926. Het was een Duits merk dat motorfietsen bouwde met 142-, 173- en 206 cc DKW-blokken.